# Молодіжний чемпіонат світу з футболу 1987
Молодіжний чемпіонат світу з футболу 1987 року (англ. 1987 FIFA World Youth Championship) — 6-ий розіграш молодіжного чемпіонату світу, що проходив з 10 по 25 жовтня 1987 року в Чилі. Перемогу здобула збірна Югославії, яка перемогла у фіналі в серії пенальті ФРН і таким чином здобула перший трофей у своїй історії. Найкращим гравцем турніру став югослав Роберт Просинечки, а найкращим бомбардиром із 7 голами був представник ФРН Марсель Вітечек.
Турнір проходив на чотирьох стадіонах в чотирьох містах: Антофагаста, Вальпараїсо, Консепсьйон і Сантьяго.

## Кваліфікація
Чилі автоматично отримало місце у фінальному турнірі на правах господаря. Решта 15 учасників визначилися за підсумками 6-ти молодіжних турнірів, що проводились кожною Конфедерацією, яка входить до ФІФА.
| Конфедерація | Турнір                                      | Збірні                                       |
| ------------ | ------------------------------------------- | -------------------------------------------- |
| АФК          | Молодіжний чемпіонат Азії 1986              | Бахрейн1 Саудівська Аравія                   |
| КАФ          | Молодіжний чемпіонат Африки 1987            | Нігерія Того1                                |
| КОНКАКАФ     | Молодіжний чемпіонат КОНКАКАФ 1986          | Канада США                                   |
| КОНМЕБОЛ     | Господар                                    | Чилі1                                        |
| КОНМЕБОЛ     | Молодіжний чемпіонат Південної Америки 1987 | Бразилія Колумбія                            |
| ОФК          | Молодіжний чемпіонат ОФК 1986               | Австралія                                    |
| УЄФА         | Юнацький чемпіонат Європи (U-18) 1986       | Болгарія НДР1 Італія Шотландія ФРН Югославія |

1.↑  Дебютант молодіжних чемпіонатів світу.

## Стадіони
| Сантьяго                               | Сантьяго Консепсьйон Вальпараїсо Антофагаста | Консепсьйон                             |
| Національний стадіон Місткість: 70.000 | Сантьяго Консепсьйон Вальпараїсо Антофагаста | Муніципальний стадіон Місткість: 35.000 |
|                                        | Сантьяго Консепсьйон Вальпараїсо Антофагаста |                                         |
| Вальпараїсо                            | Сантьяго Консепсьйон Вальпараїсо Антофагаста | Антофагаста                             |
| Плая-Анча Місткість: 19.000            | Сантьяго Консепсьйон Вальпараїсо Антофагаста | Рехіональ Місткість: 21.000             |
|                                        | Сантьяго Консепсьйон Вальпараїсо Антофагаста |                                         |

## Склади
Команди мали подати заявку з 18 гравців (двоє з яких — воротарі).

## Груповий етап
Переможці груп і команди, що зайняли другі місця, проходять в 1/4 фіналу.
| Умовні колірні позначення | Умовні колірні позначення             |
| ------------------------- | ------------------------------------- |
|                           | Команди, що проходять до чвертьфіналу |

### Група A
| Збірна    | О | І | В | Н | П | ГЗ | ГП | РГ | Кваліфікація           |
| --------- | - | - | - | - | - | -- | -- | -- | ---------------------- |
| Югославія | 6 | 3 | 3 | 0 | 0 | 12 | 3  | +9 | Вийшли до чвертьфіналу |
| Чилі      | 4 | 3 | 2 | 0 | 1 | 7  | 4  | +3 | Вийшли до чвертьфіналу |
| Австралія | 2 | 3 | 1 | 0 | 2 | 2  | 6  | −4 |                        |
| Того      | 0 | 3 | 0 | 0 | 3 | 1  | 9  | −8 |                        |

| 10 жовтня 1987 17:00 |

| Чилі               | 2–4      | Югославія                            |
| ------------------ | -------- | ------------------------------------ |
| Тудор 17' Піно 67' | Протокол | Бобан 14' Штимаць 19' Шукер 61', 63' |

| Національний стадіон, Сантьяго Глядачів: 67,000 Арбітр: Хуан Карлос Лоустау (Аргентина) |

| 11 жовтня 1987 17:00 |

| Того | 0–2      | Австралія                |
| ---- | -------- | ------------------------ |
|      | Протокол | Едвардс 7' Рейнольдс 13' |

| Національний стадіон, Сантьяго Глядачів: 15,000 Арбітр: Абдулла Аль-Насір (Саудівська Аравія) |

| 13 жовтня 1987 17:00 |

| Чилі                          | 3–0      | Того |
| ----------------------------- | -------- | ---- |
| Піно 8' (пен.) Тудор 32', 75' | Протокол |      |

| Національний стадіон, Сантьяго Глядачів: 60,000 Арбітр: Вінсент Мауро (США) |

| 14 жовтня 1987 17:00 |

| Югославія                           | 4–0      | Австралія |
| ----------------------------------- | -------- | --------- |
| Брнович 7' Шукер 22', 71' Бобан 67' | Протокол |           |

| Національний стадіон, Сантьяго Глядачів: 20,000 Арбітр: Мохамед Хансаль (Алжир) |

| 17 жовтня 1987 17:00 |

| Чилі          | 2–0      | Австралія |
| ------------- | -------- | --------- |
| Піно 22', 52' | Протокол |           |

| Національний стадіон, Сантьяго Глядачів: 75,000 Арбітр: Еміліо Соріано Аладрен (Іспанія) |

| 18 жовтня 1987 17:00 |

| Югославія                                       | 4–1      | Того    |
| ----------------------------------------------- | -------- | ------- |
| Міятович 20', 33' Зироєвич 53' Шукер 84' (пен.) | Протокол | Алі 75' |

| Національний стадіон, Сантьяго Глядачів: 12,000 Арбітр: Руне Ларссон (Швеція) |

### Група B
| Збірна   | О | І | В | Н | П | ГЗ | ГП | РГ | Кваліфікація           |
| -------- | - | - | - | - | - | -- | -- | -- | ---------------------- |
| Італія   | 5 | 3 | 2 | 1 | 0 | 5  | 2  | +3 | Вийшли до чвертьфіналу |
| Бразилія | 4 | 3 | 2 | 0 | 1 | 5  | 1  | +4 | Вийшли до чвертьфіналу |
| Канада   | 2 | 3 | 0 | 2 | 1 | 4  | 5  | −1 |                        |
| Нігерія  | 1 | 3 | 0 | 1 | 2 | 2  | 8  | −6 |                        |

| 11 жовтня 1987 17:00 |

| Бразилія                                           | 4–0      | Нігерія |
| -------------------------------------------------- | -------- | ------- |
| Алсіндо 20' Андре Круз 29' Вілліам 35', 62' (пен.) | Протокол |         |

| Муніципальний стадіон, Консепсьйон Глядачів: 27,000 Арбітр: Аллан Ганн (Англія) |

| 12 жовтня 1987 17:00 |

| Італія                           | 2–2      | Канада               |
| -------------------------------- | -------- | -------------------- |
| Імпалломені 50' (пен.) Меллі 82' | Протокол | Грімс 9' Мобіліо 44' |

| Муніципальний стадіон, Консепсьйон Глядачів: 13,500 Арбітр: Енріке Лабо Реворедо (Перу) |

| 14 жовтня 1987 17:00 |

| Бразилія | 0–1      | Італія      |
| -------- | -------- | ----------- |
|          | Протокол | Ріццоло 60' |

| Муніципальний стадіон, Консепсьйон Глядачів: 18,000 Арбітр: Родольфо Мартінес Мехія (Гондурас) |

| 15 жовтня 1987 17:00 |

| Нігерія             | 2–2      | Канада                 |
| ------------------- | -------- | ---------------------- |
| Еффа 5' Адекола 44' | Протокол | Янсен 6' Домезетіс 88' |

| Муніципальний стадіон, Консепсьйон Глядачів: 5,000 Арбітр: Соетойо Хартасарджоно (Індонезія) |

| 17 жовтня 1987 17:00 |

| Бразилія       | 1–0      | Канада |
| -------------- | -------- | ------ |
| Андре Круз 82' | Протокол |        |

| Муніципальний стадіон, Консепсьйон Глядачів: 8,000 Арбітр: Октавіо С'єрра Меса (Колумбія) |

| 18 жовтня 1987 17:00 |

| Нігерія | 0–2      | Італія                |
| ------- | -------- | --------------------- |
|         | Протокол | Каррара 23' Меллі 24' |

| Муніципальний стадіон, Консепсьйон Глядачів: 9,000 Арбітр: Гюнтер Габерманн (НДР) |

### Група C
| Збірна    | О | І | В | Н | П | ГЗ | ГП | РГ | Кваліфікація           |
| --------- | - | - | - | - | - | -- | -- | -- | ---------------------- |
| НДР       | 4 | 3 | 2 | 0 | 1 | 6  | 3  | +3 | Вийшли до чвертьфіналу |
| Шотландія | 4 | 3 | 1 | 2 | 0 | 5  | 4  | +1 | Вийшли до чвертьфіналу |
| Колумбія  | 3 | 3 | 1 | 1 | 1 | 4  | 5  | −1 |                        |
| Бахрейн   | 1 | 3 | 0 | 1 | 2 | 1  | 4  | −3 |                        |

| 11 жовтня 1987 17:00 |

| НДР        | 1–2      | Шотландія                     |
| ---------- | -------- | ----------------------------- |
| Прассе 32’ | Протокол | Маклауд 30’ (пен.) Батлер 36’ |

| «Плая-Анча», Вальпараїсо Глядачів: 10,000 Арбітр: Арналдо Коельйо (Бразилія) |

| 12 жовтня 1987 17:00 |

| Колумбія    | 1–0      | Бахрейн |
| ----------- | -------- | ------- |
| Трельєс 10’ | Протокол |         |

| «Плая-Анча», Вальпараїсо Глядачів: 5,000 Арбітр: Джон Мічін (Канада) |

| 14 жовтня 1987 17:00 |

| НДР                 | 3–1      | Колумбія           |
| ------------------- | -------- | ------------------ |
| Заммер 9’, 30’, 70’ | Протокол | Трельєс 90’ (пен.) |

| «Плая-Анча», Вальпараїсо Глядачів: 4,000 Арбітр: Руне Ларссон (Швеція) |

| 15 жовтня 1987 17:00 |

| Шотландія  | 1–1      | Бахрейн        |
| ---------- | -------- | -------------- |
| Нісбет 76’ | Протокол | Аль-Харраз 24’ |

| «Плая-Анча», Вальпараїсо Глядачів: 3,000 Арбітр: Баду Джассех (Гамбія) |

| 17 жовтня 1987 17:00 |

| НДР                | 2–0      | Бахрейн |
| ------------------ | -------- | ------- |
| Ліберс 78’ Вош 83’ | Протокол |         |

| «Плая-Анча», Вальпараїсо Глядачів: 2,000 Арбітр: Річард Лоренц (Австралія) |

| 18 жовтня 1987 17:00 |

| Шотландія                   | 2–2      | Колумбія         |
| --------------------------- | -------- | ---------------- |
| Райт 61’ Маклауд 74’ (пен.) | Протокол | Герреро 48’, 58’ |

| «Плая-Анча», Вальпараїсо Глядачів: 5,000 Арбітр: Клод Бульє (Франція) |

### Група D
| Збірна            | О | І | В | Н | П | ГЗ | ГП | РГ | Кваліфікація           |
| ----------------- | - | - | - | - | - | -- | -- | -- | ---------------------- |
| ФРН               | 6 | 3 | 3 | 0 | 0 | 8  | 1  | +7 | Вийшли до чвертьфіналу |
| Болгарія          | 4 | 3 | 2 | 0 | 1 | 3  | 3  | 0  | Вийшли до чвертьфіналу |
| США               | 2 | 3 | 1 | 0 | 2 | 2  | 3  | −1 |                        |
| Саудівська Аравія | 0 | 3 | 0 | 0 | 3 | 0  | 6  | −6 |                        |

| 11 жовтня 1987 17:00 |

| США | 0–1      | Болгарія        |
| --- | -------- | --------------- |
|     | Протокол | Трендафілов 26’ |

| Естадіо Рехіональ, Антофагаста Глядачів: 18,000 Арбітр: Жан-Фідель Дірамба (Габон) |

| 12 жовтня 1987 17:00 |

| Саудівська Аравія | 0–3      | ФРН                             |
| ----------------- | -------- | ------------------------------- |
|                   | Протокол | Епп 6’ Штремель 27’ Вітечек 31’ |

| Естадіо Рехіональ, Антофагаста Глядачів: 8,000 Арбітр: Карло Лонгі (Італія) |

| 14 жовтня 1987 17:00 |

| США       | 1–0      | Саудівська Аравія |
| --------- | -------- | ----------------- |
| Унгер 73’ | Протокол |                   |

| Естадіо Рехіональ, Антофагаста Глядачів: 5,000 Арбітр: Стєпан Главина (Югославія) |

| 15 жовтня 1987 17:00 |

| Болгарія | 0–3      | ФРН                                   |
| -------- | -------- | ------------------------------------- |
|          | Протокол | Вітечек 50’ (пен.), 53’ Райнгардт 59’ |

| Естадіо Рехіональ, Антофагаста Глядачів: 8,000 Арбітр: Енріке Марін Галло (Чилі) |

| 17 жовтня 1987 17:00 |

| США             | 1–2      | ФРН                    |
| --------------- | -------- | ---------------------- |
| Константіно 44’ | Протокол | Вітечек 36’ Меллер 73’ |

| Естадіо Рехіональ, Антофагаста Глядачів: 3,500 Арбітр: Сано Тосікадзу (Японія) |

| 18 жовтня 1987 17:00 |

| Болгарія                   | 2–0      | Саудівська Аравія |
| -------------------------- | -------- | ----------------- |
| Славчев 31’ Калайджиєв 37’ | Протокол |                   |

| Естадіо Рехіональ, Антофагаста Глядачів: 8,000 Арбітр: Ї Фа Чо (Китайський Тайбей) |

## Плей-оф
|  | Чвертьфінали            | Чвертьфінали            |                      |       | Півфінали   | Півфінали   |  |  | Фінал                | Фінал |
|  |                         |                         |                      |       |             |             |  |  |                      |       |
|  | 21 жовтня — Сантьяго    |                         |                      |       |             |             |  |  |                      |       |
|  |                         |                         |                      |       |             |             |  |  |                      |       |
|  | Югославія               | 2                       |                      |       |             |             |  |  |                      |       |
|  | Югославія               | 2                       | 23 жовтня — Сантьяго |       |             |             |  |  |                      |       |
|  | Бразилія                | 1                       |                      |       |             |             |  |  |                      |       |
|  | Бразилія                | 1                       | Югославія            | 2     |             |             |  |  |                      |       |
|  | 21 жовтня — Вальпараїсо |                         | Югославія            | 2     |             |             |  |  |                      |       |
|  |                         | НДР                     | 1                    |       |             |             |  |  |                      |       |
|  | НДР                     | НДР                     | 1                    | 2     |             |             |  |  |                      |       |
|  | НДР                     |                         | 25 жовтня — Сантьяго | 2     |             |             |  |  |                      |       |
|  | Болгарія                | 0                       |                      |       |             |             |  |  |                      |       |
|  | Болгарія                | 0                       | Югославія пен.       | 1 (5) |             |             |  |  |                      |       |
|  | 21 жовтня — Консепсьйон |                         | Югославія пен.       | 1 (5) |             |             |  |  |                      |       |
|  |                         | ФРН                     | 1 (4)                |       |             |             |  |  |                      |       |
|  | Італія                  | ФРН                     | 1 (4)                | 0     |             |             |  |  |                      |       |
|  | Італія                  | 23 жовтня — Консепсьйон |                      | 0     |             |             |  |  |                      |       |
|  | Чилі                    | 1                       |                      |       |             |             |  |  |                      |       |
|  | Чилі                    | 1                       | Чилі                 | 0     | Третє місце | Третє місце |  |  |                      |       |
|  | 21 жовтня — Антофагаста |                         | Чилі                 | 0     | Третє місце | Третє місце |  |  |                      |       |
|  |                         | ФРН                     | 4                    |       |             |             |  |  |                      |       |
|  | ФРН пен.                | ФРН                     | 4                    | 1 (4) | НДР пен.    | 1 (3)       |  |  |                      |       |
|  | ФРН пен.                |                         |                      | 1 (4) | НДР пен.    | 1 (3)       |  |  |                      |       |
|  | Шотландія               | 1 (3)                   |                      | Чилі  | 1 (1)       |             |  |  |                      |       |
|  | Шотландія               | 1 (3)                   |                      |       | 1 (1)       |             |  |  |                      |       |
|  |                         |                         |                      |       |             |             |  |  | 25 жовтня — Сантьяго |       |
|  |                         |                         |                      |       |             |             |  |  |                      |       |

### Чвертьфінали
| 21 жовтня 1987 16:15 |

| Італія | 0–1      | Чилі            |
| ------ | -------- | --------------- |
|        | Протокол | Піно 73' (пен.) |

| Муніципальний стадіон, Консепсьйон Глядачів: 35,000 Арбітр: Руне Ларссон (Швеція) |

| 21 жовтня 1987 16:15 |

| НДР                          | 2–0      | Болгарія |
| ---------------------------- | -------- | -------- |
| Штайнманн 70' (пен.) Вош 83' | Протокол |          |

| «Плая-Анча», Вальпараїсо Глядачів: 3,000 Арбітр: Аллан Ганн (Англія) |

| 21 жовтня 1987 16:15 |

| ФРН          | 1–1 (д.ч.) (4–3 пен.) | Шотландія  |
| ------------ | --------------------- | ---------- |
| Райнгардт 8' | Протокол              | Нісбет 45' |

| Естадіо Рехіональ, Антофагаста Глядачів: 4,000 Арбітр: Хуан Карлос Лоустау (Аргентина) |

| 21 жовтня 1987 19:15 |

| Югославія                   | 2–1      | Бразилія    |
| --------------------------- | -------- | ----------- |
| Міятович 52' Просинечки 89' | Протокол | Алсіндо 44' |

| Національний стадіон, Сантьяго Глядачів: 60,000 Арбітр: Еміліо Соріано Аладрен (Іспанія) |

### Півфінали
| 23 жовтня 1987 16:15 |

| Чилі | 0–4      | ФРН                                       |
| ---- | -------- | ----------------------------------------- |
|      | Протокол | Ейхенауер 9' Даммаєр 15' Вітечек 36', 69' |

| Муніципальний стадіон, Консепсьйон Глядачів: 36,000 Арбітр: Клод Бульє (Франція) |

| 23 жовтня 1987 19:15 |

| Югославія             | 2–1      | НДР        |
| --------------------- | -------- | ---------- |
| Штимаць 30' Шукер 70' | Протокол | Заммер 49' |

| Національний стадіон, Сантьяго Глядачів: 35,000 Арбітр: Річард Лоренц (Австралія) |

### Матч за третє місце
| 25 жовтня 1987 15:00 |

| НДР       | 1–1 (д.ч.) (3-1 пен.) | Чилі         |
| --------- | --------------------- | ------------ |
| Крахт 73' | Протокол              | Гонсалес 84' |

| Національний стадіон, Сантьяго Глядачів: 65,000 Арбітр: Арналдо Коельйо (Бразилія) |

### Фінал
| 25 жовтня 1987 18:00 |

| Югославія                                     | 1–1 (д.ч.) | ФРН                                                |
| --------------------------------------------- | ---------- | -------------------------------------------------- |
| Бобан 85'                                     | Протокол   | Вітечек 87' (пен.)                                 |
|                                               | Пенальті   |                                                    |
| Павличич · Шукер · Брнович · Зироєвич · Бобан | 5-4        | Вітечек · Штремель · Лугінгер · Шпирка · Райнгардт |

| Національний стадіон, Сантьяго Глядачів: 65,000 Арбітр: Хуан Карлос Лоустау (Аргентина) |

## Чемпіон
| Чемпіони світу U-20 1987 Югославія (1-ий титул) Драгоє Лекович • Бранко Брнович • Роберт Ярні • Дубравко Павличич • Славолюб Янкович • Ігор Штимаць • Зоран Міюцич • Звонимир Бобан • Роберт Просинечки • Мілан Павлович () • Предраг Міятович • Томислав Пиплиця • Давор Шукер • Гордан Петрич • Перо Шкорич • Деян Антонич • Славиша Дуркович • Ранко Зироєвич Головний тренер: Мірко Йозич |

## Нагороди
По завершенні турніру були оголошені такі нагороди:
| Золотий бутс    | Золотий м'яч      | Нагорода Fair Play |
| --------------- | ----------------- | ------------------ |
| Марсель Вітечек | Роберт Просинечки | НДР                |

## Бомбардири
7 голів
- Марсель Вітечек

6 голів
- Давор Шукер

5 голів
- Каміло Піно

4 голи
- Маттіас Заммер

3 голи
- Лука Тудор
- Предраг Міятович
- Звонимир Бобан

2 голи
| - Алсіндо Сарторі - Андре Круз - Вілліам - Джон Хайро Трельєс | - Мігель Герреро - Даріуш Вош - Алессандро Меллі - Джо Маклауд | - Скотт Нісбет - Кнут Райнгардт - Ігор Штимаць |

1 гол
| - Елістер Едвардс - Курт Рейнольдс - Мохамед Аль-Харраз - Дімітар Трендафілов - Іво Славчев - Радко Калайджиєв - Біллі Домезетіс - Доменік Мобіліо - Джеймс Грімс - Стів Янсен - Педро Гонсалес Вера | - Йорг Прассе - Гайко Ліберс - Ріко Штайнманн - Торстен Крахт - Антоніо Ріццоло - Марко Каррара - Стефано Імпалломені - Девід Адекола - Окон Ене Еффа - Джон Батлер - Пол Райт | - Саліссу Алі - Кріс Унгер - Майкл Константіно - Александер Штремель - Андреас Меллер - Детлев Даммаєр - Генрік Ейхенауер - Томас Епп - Бранко Брнович - Ранко Зироєвич - Роберт Просинечки |

## Підсумкова таблиця
| М                              | Збірна            | І | В | Н | П | ГЗ | ГП | РГ  | О  |
| ------------------------------ | ----------------- | - | - | - | - | -- | -- | --- | -- |
| 1                              | Югославія         | 6 | 5 | 1 | 0 | 17 | 6  | +11 | 11 |
| 2                              | ФРН               | 6 | 4 | 2 | 0 | 14 | 3  | +11 | 10 |
| 3                              | НДР               | 6 | 3 | 1 | 2 | 10 | 6  | +4  | 7  |
| 4                              | Чилі              | 6 | 3 | 1 | 2 | 9  | 9  | 0   | 7  |
| Вибули в чвертьфіналі          |                   |   |   |   |   |    |    |     |    |
| 5                              | Італія            | 4 | 2 | 1 | 1 | 5  | 3  | +2  | 5  |
| 6                              | Шотландія         | 4 | 1 | 3 | 0 | 6  | 5  | +1  | 5  |
| 7                              | Бразилія          | 4 | 2 | 0 | 2 | 6  | 3  | +3  | 4  |
| 8                              | Болгарія          | 4 | 2 | 0 | 2 | 3  | 5  | –2  | 4  |
| Вибули після групового турніру |                   |   |   |   |   |    |    |     |    |
| 9                              | Колумбія          | 3 | 1 | 1 | 1 | 4  | 5  | –1  | 3  |
| 10                             | США               | 3 | 1 | 0 | 2 | 2  | 3  | –1  | 2  |
| 11                             | Австралія         | 3 | 1 | 0 | 2 | 2  | 6  | –4  | 2  |
| 12                             | Канада            | 3 | 0 | 2 | 1 | 4  | 5  | –1  | 2  |
| 13                             | Бахрейн           | 3 | 0 | 1 | 2 | 1  | 4  | –3  | 1  |
| 14                             | Нігерія           | 3 | 0 | 1 | 2 | 2  | 8  | –6  | 1  |
| 15                             | Того              | 3 | 0 | 0 | 3 | 1  | 9  | –8  | 0  |
| 16                             | Саудівська Аравія | 3 | 0 | 0 | 3 | 0  | 6  | –6  | 0  |